# Карвальял (Абрантиш)
Карвальял (порт. Carvalhal) — район (фрегезия) в Португалии, входит в округ Сантарен. Является составной частью муниципалитета Абрантиш. По старому административному делению входил в провинцию Рибатежу. Входит в экономико-статистический субрегион Медиу-Тежу, который входит в Центральный регион. Население составляет 1006 человек на 2001 год. Занимает площадь 17,45 км².

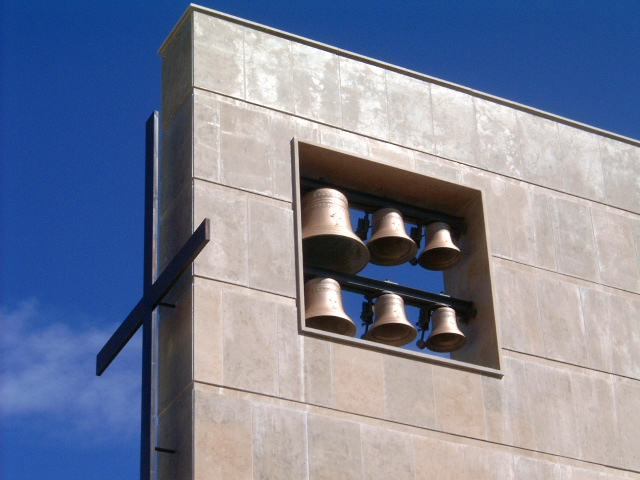
Собор

Покровителем района считается Дева Мария (порт. Nossa Senhora do Amparo).